# Politische Philosophie der Tierrechte
Politische Philosophie der Tierrechte ist ein Buch von Bernd Ladwig, welches 2020 im Suhrkamp Verlag in Taschenbuch-Format veröffentlicht wurde. Ladwig ist Professor für Politische Theorie und Philosophie am Otto-Suhr-Institut (OSI) der Freien Universität Berlin. In seinem Buch vertritt er eine Interessentheorie der Tierrechte, aus der für Tiere, deren Lebensbedingungen wir umfassend kontrollieren, politische Mitgliedschaftsrechte folgen. Er wendet sich damit gegen einen Abolitionismus (Tierrechte). Zugleich warnt er vor einer Überschätzung tierlicher Fähigkeiten. Die letzte Verantwortung für gerecht geregelte Mensch-Tier-Beziehungen könnten nur die Menschen tragen. Diese müssten die Interessen der Tiere im politischen Prozess repräsentieren. 

## Rezensionen
Jens Balzer schätzt an Bernd Ladwigs Buch zuallererst den weder resignativen noch rigorosen, sondern durchaus nüchternen Ton. Angesichts des Themas keine Selbstverständlichkeit, findet der Rezensent, der Ladwig bei der Erörterung der Frage, wie sich ein gerechtes Verhalten gegenüber Tieren formulieren lasse, gerne folgt. Die Problematik der Fragestellung wird ihm offenbar, wenn der Autor sein Ansinnen moralphilosophisch und mit politischer Theorie von Habermas bis Rawls sowie unter Berücksichtigung von Positionen radikaler Tierschützer verfolgt.

## Ausgabe
- 2020: Politische Philosophie der Tierrechte, Suhrkamp Verlag, Berlin, 411 Seiten, ISBN 9783518299159